# Zerowy kamień
Zerowy kamień (tytuł oryg. The Zero Stone) – pierwsza część cyklu powieści przygodowych zaliczających się do kręgu fantastyki serii "Zero Stone" autorstwa Andre Norton. W Polsce pierwsze wydanie książkowe ukazało nakładem ”Wydawnictwa poznańskiego” w 1995 roku.
Powieść opowiada o przygodach "Murdoca Jern" kupca klejnotów. Po swoim ojcu "dziedziczy" kamień o nieznanych właściwościach. Murdoc poszukując informacji o kamieniu popada w konflikt z Gildią Złodziei oraz staje się wrogiem Patrolu stojącego na straży prawa w kosmosie. W czasie swych przygód spotyka i zaprzyjaźnia się "Etemem" mutantem o niesamowitych talentach postrzegania pozazmysłowego.